# یاماتو تاکه‌رو
یاماتو تاکه‌رو (به ژاپنی: ヤマトタケルノミコト, Yamato Takeru no Mikoto); ۱ ژانویهٔ ۰۰۷۲ – ۱ ژانویهٔ ۰۱۱۳) پرسنل نظامی پسر امپراتور کیکو اهل ژاپن بود. داستان زندگی و مرگ وی اساساً در تواریخ ژاپنی کوجیکی (۷۱۲) و نیهون‌شوکی (۷۲۰) نقل شده‌است. یکی از پسران او امپراتور چوآی، چهاردهمین امپراتور ژاپن شد.